# هوجی
هوجی (به لاتین: Houjie) یک شهرک در جمهوری خلق چین است که در دونگوان واقع شده‌است.